# アドマイヤビルゴ
アドマイヤビルゴ（Admire Virgo）は、日本の競走馬である。
馬名の由来は冠名＋「おとめ座」。

## 戦績

### デビュー前
父ディープインパクト、母は現役時代にイギリスで活躍し、仏1000ギニーなどを制したイルーシヴウェーヴという血統。2017年の当歳馬セレクトセールで近藤利一に史上2番目に高値となる5億8000万円という超高額で落札された。現在この馬を管理する友道康夫調教師は 「初めて見た時から、動きも馬体の雰囲気も飛び抜けて素晴らしかった」 と素質を評価。近藤も落札した理由としてバランスの良さ等を挙げ、落札した際も「相手が誰であろうと（譲るつもりはなかった）。5、6億はすると思っていたが、興奮してもうて金額が分からんようになった」と語った。
栗東の友道厩舎に入厩、デビューに向けて調整が行われた。近藤は本馬のデビューを見ることなく、2019年にがんのため死去したが、近藤は生前時に友道に対して「武豊を騎乗させてほしい」と伝えており、新馬戦の鞍上には武を迎えることになった（近藤利一の死去に伴い、所有名義は近藤旬子に移転した）。

### 3歳（2020年）
1月19日、京都競馬場の新馬戦に出走した。超高額馬、なおかつ2007年の春以降、近藤の死去まで関係が疎遠となっていた武豊（詳細）が10年ぶりに主戦騎手として「アドマイヤ」の冠名馬に騎乗するという事もあり戦前から注目を集め、当日の単勝オッズも1番人気の支持を受けた。レースでは前半1000m62秒6の緩いペースを2番手で折り合い、直線で真ん中に持ち出すとラスト1ハロンで抜け出し、そのまま押し切ってデビュー戦を勝利で飾った。デビューした競走馬としては史上最高額馬の出走での勝利となった。 武は「これだけの馬ですから、緊張しましたね」「先が楽しみ。乗り味やバネはさすがで、ディープ産駒らしい、いい馬です」と素質を高く評価。友道も「まだまだ良くなる馬。ダービーには出したい、と思います」と今後を見据えるコメントをした。
次走の若葉ステークス（リステッド競走）でも再び1番人気の支持を受けた。スタート後3番手に位置取り、1000m通過59秒9の淀みないペースとなった中、直線で武豊騎手がゴーサインを出すと鋭く反応。残り100mで逃げるキメラヴェリテを交わすと2馬身差をつけそのままゴール、デビューから2連勝となった。武は「強かったです。競馬でも全身を使えるようになっていましたね。道中も非常にいい感じで、（追い出してからの）反応も良かったです」と語り、友道調教師も「ストライドも大きくなって、どんな競馬をするか、楽しみの方が大きかったです」とコメントした。
若葉ステークスを制して皐月賞の優先出走権を獲得したものの、武が皐月賞でマイラプソディに騎乗することもあり、陣営は皐月賞を回避した。
3走目として京都新聞杯に出走することになったが、当時新型コロナウイルス感染症（COVID-19）の流行による感染防止対策により、原則として同一節内に騎手が異なる競馬場間を移動することができなかったため、NHKマイルカップでサトノインプレッサに騎乗する武豊に代わり藤岡康太が騎乗した。レースでは三度1番人気に推されたものの、直線で伸びを欠き4着に終わった。この結果を受けて目標としていた東京優駿は回避することとなった。
休養を経て9月13日に中京競馬場で行われた条件戦（3勝クラス）のムーンライトハンデキャップで復帰。鞍上は武に戻り、休養明けながら1番人気に推されると、好位から差し切って快勝。4ヶ月ぶりのレースを勝利で飾った。レース後、友道は今後のレースについて菊花賞には出走せずに「2000メートル前後」の競走に使う見通しを語った。
続いてオープン昇級初戦としてアンドロメダステークス（リステッド）に引き続き武豊鞍上で出走。単勝1.8倍の1番人気の支持を受けると、レースでは中団追走からメンバー最速の上がりで差し切り優勝した。

### 4歳（2021年）
4歳初戦は日経新春杯から始動したが10着と大敗し、キャリア唯一のGI競走挑戦となった大阪杯では、武豊の負傷療養により岩田望来とのコンビに代わるも9着と敗れ、続くエプソムカップも7着となり、春シーズンを終えた。
秋初戦は中京競馬場・オープンのケフェウスステークス（芝2000m）で武豊とのコンビに戻って2着となり、次いでリステッドのカシオペアステークス3着と連続で好走したが、初重賞制覇が期待された中日新聞杯は10着と大敗し、勝利を挙げられず4歳シーズンを終えた。

### 5歳（2022年）
5歳初戦はリステッドの洛陽ステークスで15着に大敗し、秋まで休養。秋復帰初戦は吉田隼人とのコンビでポートアイランドステークス（リステッド）を3着と好走し、再び武豊とのコンビに戻った阪神競馬場のカシオペアステークス（芝2000m）で約2年ぶりの勝利を収めた。結果的にこの勝利が現役最後の勝利となった。

### 6歳 - 8歳（2023年 - 2025年）
その後はマイル、中距離を8戦するも、6歳時（2023年）のケフェウスステークス5着が最高で、いずれも着外が続いた。8歳時（2025年）の中山金杯16着を最後に現役を引退することとなった。重賞勝利を挙げることが出来ず、リスレッド競走2勝を含む5勝にとどまった。引退後は北海道苫小牧市のノーザンホースパークで乗馬として供用される。

## 競走成績
以下の内容は、netkeiba.comの情報に基づく。
| 競走日     | 競馬場 | 競走名            | 格   | 距離（馬場）  | 頭 数 | 枠 番 | 馬 番 | オッズ （人気） | 着順 | タイム （上り3F） | 着差 | 騎手      | 斤量 [kg] | 1着馬（2着馬）         | 馬体重 [kg] |
| ---------- | ------ | ----------------- | ---- | ------------- | ----- | ----- | ----- | --------------- | ---- | ----------------- | ---- | --------- | --------- | ---------------------- | ----------- |
| 2020.01.19 | 京都   | 3歳新馬           |      | 芝1800m（良） | 12    | 5     | 6     | 002.40（1人）   | 01着 | R1:51.1（35.3）   | -0.1 | 0武豊     | 56        | （フアナ）             | 434         |
| 0000.03.21 | 阪神   | 若葉S             | L    | 芝2000m（良） | 12    | 1     | 1     | 002.60（1人）   | 01着 | R1:58.6（33.6）   | -0.3 | 0武豊     | 56        | （キメラヴェリテ）     | 430         |
| 0000.05.09 | 京都   | 京都新聞杯        | GII  | 芝2200m（良） | 13    | 6     | 8     | 001.40（1人）   | 04着 | R2:12.1（36.1）   | -0.4 | 0藤岡康太 | 56        | ディープボンド         | 430         |
| 0000.09.13 | 中京   | ムーンライトHC    | 3勝  | 芝2200m（良） | 17    | 8     | 17    | 002.40（1人）   | 01着 | R2:15.7（34.1）   | -0.2 | 0武豊     | 54        | （ショウリュウイクゾ） | 434         |
| 0000.11.21 | 阪神   | アンドロメダS     | L    | 芝2000m（良） | 15    | 6     | 11    | 001.80（1人）   | 01着 | R1:58.8（34.7）   | -0.1 | 0武豊     | 54        | （クラージュゲリエ）   | 432         |
| 2021.01.17 | 中京   | 日経新春杯        | GII  | 芝2200m（良） | 16    | 5     | 10    | 002.80（1人）   | 10着 | R2:13.2（36.8）   | -1.4 | 0武豊     | 56        | ショウリュウイクゾ     | 428         |
| 0000.04.04 | 阪神   | 大阪杯            | GI   | 芝2000m（重） | 13    | 8     | 13    | 077.60（7人）   | 09着 | R2:04.1（38.6）   | -2.5 | 0岩田望来 | 57        | レイパパレ             | 428         |
| 0000.06.13 | 東京   | エプソムC         | GIII | 芝1800m（良） | 18    | 8     | 17    | 013.20（7人）   | 07着 | R1:45.6（34.7）   | -0.5 | 0岩田望来 | 56        | ザダル                 | 440         |
| 0000.09.18 | 中京   | ケフェウスS       | OP   | 芝2000m（重） | 13    | 4     | 4     | 007.30（2人）   | 02着 | R2:01.2（34.2）   | -0.0 | 0武豊     | 56        | アラタ                 | 436         |
| 0000.10.31 | 阪神   | カシオペアS       | L    | 芝1800m（良） | 15    | 6     | 11    | 003.80（1人）   | 03着 | R1:47.3（33.6）   | -0.1 | 0武豊     | 57        | ファルコニア           | 434         |
| 0000.12.11 | 中京   | 中日新聞杯        | GIII | 芝2000m（良） | 18    | 2     | 3     | 004.10（1人）   | 10着 | R2.00.4（35.1）   | -0.6 | 0武豊     | 56        | ショウナンバルディ     | 434         |
| 2022.02.12 | 阪神   | 洛陽S             | L    | 芝1600m（良） | 17    | 8     | 15    | 008.60（5人）   | 15着 | R1:33.9（35.6）   | -2.0 | 0武豊     | 56        | エアファンディタ       | 438         |
| 0000.10.02 | 中京   | ポートアイランドS | L    | 芝1600m（良） | 12    | 4     | 4     | 008.00（5人）   | 03着 | R1:33.3（33.8）   | -0.2 | 0吉田隼人 | 57        | アルサトワ             | 438         |
| 0000.10.30 | 阪神   | カシオペアS       | L    | 芝1800m（良） | 15    | 8     | 14    | 009.00（2人）   | 01着 | R1:46.1（33.6）   | -0.1 | 0武豊     | 57        | （プログノーシス）     | 436         |
| 2023.04.30 | 新潟   | 谷川岳S           | L    | 芝1600m（重） | 14    | 4     | 5     | 013.60（8人）   | 14着 | R1:37.9（37.7）   | -2.5 | 0今村聖奈 | 60        | ピースオブエイト       | 450         |
| 0000.07.23 | 中京   | 中京記念          | GIII | 芝1600m（良） | 16    | 2     | 3     | 035.6（12人）   | 13着 | R1:34.2（35.9）   | -1.2 | 0岩田望来 | 57.5      | セルバーグ             | 438         |
| 0000.09.16 | 阪神   | ケフェウスS       | OP   | 芝2000m（良） | 10    | 7     | 8     | 012.50（6人）   | 05着 | R1:57.7（35.6）   | -0.5 | 0武豊     | 57.5      | エピファニー           | 436         |
| 0000.12.02 | 阪神   | チャレンジC       | GIII | 芝2000m（良） | 13    | 5     | 7     | 166.6（13人）   | 10着 | R1:59.6（35.0）   | -0.8 | 0H.ドイル | 57        | ベラジオオペラ         | 444         |
| 2024.02.18 | 小倉   | 小倉大賞典        | GIII | 芝1800m（良） | 15    | 3     | 6     | 044.6（12人）   | 10着 | R1:46.0（36.1）   | -0.9 | 0荻野極   | 57.5      | エピファニー           | 444         |
| 0000.08.03 | 札幌   | 札幌日経OP        | L    | 芝2600m（良） | 12    | 2     | 2     | 027.5（10人）   | 08着 | R2:40.2（36.3）   | -1.3 | 0武豊     | 60        | ショウナンバシット     | 440         |
| 0000.11.03 | 東京   | AR共和国杯        | GII  | 芝2500m（良） | 16    | 8     | 15    | 133.8（13人）   | 15着 | R2:32.7（39.7）   | -3.7 | 0北村宏司 | 57        | ハヤヤッコ             | 444         |

- 競走成績は2024年11月3日現在

## 血統表
| アドマイヤビルゴの血統                        | アドマイヤビルゴの血統                                 | アドマイヤビルゴの血統 | （血統表の出典）     | （血統表の出典） |
| 父系                                          | サンデーサイレンス系                                   | サンデーサイレンス系   | サンデーサイレンス系 | [ § 2 ]          |
| 父 ディープインパクト 2002 鹿毛               | 父の父*サンデーサイレンス Sunday Silence 1986 青鹿毛   | Halo                   | Hail to Reason       | Hail to Reason   |
| 父 ディープインパクト 2002 鹿毛               | 父の父*サンデーサイレンス Sunday Silence 1986 青鹿毛   | Halo                   | Cosmah               |                  |
| 父 ディープインパクト 2002 鹿毛               | 父の父*サンデーサイレンス Sunday Silence 1986 青鹿毛   | Wishing Well           | Understanding        | Understanding    |
| 父 ディープインパクト 2002 鹿毛               | 父の父*サンデーサイレンス Sunday Silence 1986 青鹿毛   | Wishing Well           | Mountain Flower      |                  |
| 父 ディープインパクト 2002 鹿毛               | 父の母*ウインドインハーヘア Wind in Her Hair 1991 鹿毛 | Alzao                  | Lyphard              | Lyphard          |
| 父 ディープインパクト 2002 鹿毛               | 父の母*ウインドインハーヘア Wind in Her Hair 1991 鹿毛 | Alzao                  | Lady Rebecca         |                  |
| 父 ディープインパクト 2002 鹿毛               | 父の母*ウインドインハーヘア Wind in Her Hair 1991 鹿毛 | Burghclere             | Busted               | Busted           |
| 父 ディープインパクト 2002 鹿毛               | 父の母*ウインドインハーヘア Wind in Her Hair 1991 鹿毛 | Burghclere             | Highclere            |                  |
| 母 *イルーシヴウェーヴ Elusive Wave 2006 鹿毛 | 母の父Elusive City 1999 鹿毛                           | Elusive Quolity        | Gone West            | Gone West        |
| 母 *イルーシヴウェーヴ Elusive Wave 2006 鹿毛 | 母の父Elusive City 1999 鹿毛                           | Elusive Quolity        | Touch of Greatness   |                  |
| 母 *イルーシヴウェーヴ Elusive Wave 2006 鹿毛 | 母の父Elusive City 1999 鹿毛                           | Star of Paris          | Dayjur               | Dayjur           |
| 母 *イルーシヴウェーヴ Elusive Wave 2006 鹿毛 | 母の父Elusive City 1999 鹿毛                           | Star of Paris          | Liturgism            |                  |
| 母 *イルーシヴウェーヴ Elusive Wave 2006 鹿毛 | 母の母Multicolor Wave 1998 鹿毛                        | Rainbow Quest          | Blushing Groom       | Blushing Groom   |
| 母 *イルーシヴウェーヴ Elusive Wave 2006 鹿毛 | 母の母Multicolor Wave 1998 鹿毛                        | Rainbow Quest          | I will Follow        |                  |
| 母 *イルーシヴウェーヴ Elusive Wave 2006 鹿毛 | 母の母Multicolor Wave 1998 鹿毛                        | Echoes                 | Niniski              | Niniski          |
| 母 *イルーシヴウェーヴ Elusive Wave 2006 鹿毛 | 母の母Multicolor Wave 1998 鹿毛                        | Echoes                 | Equal honor          |                  |
| 母系(F-No.)                                   | 1号族(FN:1-o)                                          | 1号族(FN:1-o)          | 1号族(FN:1-o)        | [ § 3 ]          |
| 5代内の近親交配                               | 5代内アウトブリード                                    | 5代内アウトブリード    | 5代内アウトブリード  | [ § 4 ]          |
| 出典                                          | 1. 2. 3. 4.                                            | 1. 2. 3. 4.            | 1. 2. 3. 4.          | 1. 2. 3. 4.      |